# Ozarba domina
Ozarba domina is een vlinder van de familie van de uilen (Noctuidae). De wetenschappelijke naam van deze soort is voor het eerst voorgesteld als Tarache domina door William Jacob Holland in een publicatie uit 1894.
De soort komt voor in tropisch Afrika waaronder Eritrea, Ethiopië, Ivoorkust, Ghana, Togo, Nigeria, Kameroen, Gabon, Congo-Brazzaville, Congo-Kinshasa, Oeganda, Kenia, Tanzania, Malawi, Mozambique en Zuid-Afrika.